# Гадельбаево
Гадельба́ево (баш. Ғәҙелбай) — село в Иткуловском 1-м сельсовете Баймакском районе Республики Башкортостан России.

## Географическое положение
Расстояние до:
- районного центра (Баймак): 32 км,
- центра сельсовета (1-е Иткулово): 3 км,
- ближайшей железнодорожной станции (Сибай): 73 км.

## История
Основано в начале XIX века в устье реки Баткаклы. Первоначально носило название Ширмаево.

## Население
| 2002 | 2009 | 2010 |
| ---- | ---- | ---- |
| 347  | ↘332 | ↘309 |

Национальный состав
Согласно переписи 2002 года, преобладающая национальность — башкиры (100 %)

## Инфраструктура
В селе насчитывается около 120 домов. Имеются детский сад, клуб.

## Религия
В селе есть мечеть.